# Rudi és Trudi
A Rudi és Trudi (eredeti cím: Rudi & Trudi) német–angol televíziós 2D-s számítógépes animációs sorozat, amelyet Alan Simpson rendezett. A forgatókönyvet Robin Kingsland, Alan Gilbey, Robin Lyons és Andrew Offiler írta. A TV-Loonland AG,  a Telemagination, ZDF Enterprises és a Zweites Deutsches Fernsehen készítette, a Kinderkanal és a S.A.D. Home Entertainment forgalmazta. Magyarországon az M2 tűzte műsorára.

## Ismertető
A történet két főhőse, Rudi és Trudi, akik nagyon kedvelik egymást, és egy mesében levő világban sok élvezetes kalandot élnek át ketten együtt.

## Szereplők
| Szereplő | Eredeti hang            | Eredeti hang | Magyar hang      | Leírás                            |
| Szereplő | Német hang              | Angol hang   | Magyar hang      | Leírás                            |
| -------- | ----------------------- | ------------ | ---------------- | --------------------------------- |
| Rudi     | Manuel Straube          | David Holt   | Seszták Szabolcs | Az egyik főhős, aki egy fiúholló. |
| Trudi    | Leoni Kristin Oeffinger | Janet James  | Szabó Zselyke    | A másik főhős, aki egy lánycica.  |

- További szereplők: Bácskai János, Grúber Zita, Kajtár Róbert, Megyeri János, Mohácsi Nóra, Molnár Ilona, Molnár Levente, Pálmai Szabolcs

A magyar változat munkatársai:
- Magyar szöveg: Schoeller Judit
- Szerkesztő: Horváth Ádám Márton
- Hangmérnök és vágó: Wünsch Attila
- Gyártásvezető: Farkas Márta
- Szinkronrendező: Nagy Ákos

A szinkron az MTVA megbízásából a VidArTeam stúdiójában készült.

## Epizódok
1. Füledben az egész világ (A World In Your Ear)
2. Pótmamák (Maybe Sitters)
3. Sajtasztikus (Cheesetastic)
4. Micsoda lovag! (Oh What A Knight)
5. Egy lélegzetnyi friss levegő (A Breath Of Fresh Air)
6. Sok boldog szülinapot! (Many Happy Returns)
7. Szuperduperúnííí (Superduperoonie)
8. Kövek és más nehézségek (Between A Roc And A Hard Place)
9. Hahó, kalózok! (Pirates Ahoy)
10. A nagy varázsszőnyeg verseny (The Great Magic Carpet Race)
11. Nevetned kell (You've Got To Laugh)
12. A dzsungelben (Jungle Gang)
13. Robotvilág (Roboworld)
14. A szivárvány alatt (Under The Rainbow)
15. Szigonyteszt (Trident Tested)
16. Tút-N-Kámon kincse (The Treasure OF Toot-N-Come-In)
17. Az édességgyár (Candyland)
18. Átváltozás (A Change For The Wetter)
19. Szerencse és balszerencse (Unlucky Break)
20. Kísérteties éjszaka (Scary Sleepover)
21. Furcsa hegy (Strange Mountain)
22. A bálna gyomrában (Whale Belly City)
23. Királykék (Royal King)
24. A dinoszauruszok szigete (Dinosaur Island)
25. Az elvarázsolt kastély (Enchanted Castle)
26. Rudi, az űrhajós (Rocket Rudi)